# Булгар Степан Степанович
Степан Степанович Булгар (10 червня 1953) — гагаузький письменник, історик, журналіст, громадський і політичний діяч. Засновник і голова колишнього гагаузького народного руху «Ґаґауз галки».
Кандидат історичних наук. Почесний громадянин Гагаузії. Головний редактор журналів «Сабаа йилдизи» та «Гюнешчик».
Автор наукових та публіцистичних видань (у тому числі фундаментальної праці з історії гагаузького народу — «Історія гагаузів з періоду середньовіччя до теперішнього часу»).

## Біографія
Степан Булгар народився 10 червня 1953 року в селі Виноградівка Болградського району Одеської області в селянській родині, де добре знали і шанували гагаузькі народні звичаї та народний фольклор.
Батько — Степан Георгійович Булгар (1927—1953), мати — Марія Михайлівна Булгар (уроджена Чебан; 1929—1986), обидва також родом із Виноградівки. Дід по матері — Михайло Миколайович Чебан (1907—1986), великий знавець гагаузької народної культури.

## Освіта
Після закінчення служби в армії в 1977 році Степан Булгар вступив до Кишинівського державного університету (нині Молдавський державний університет) на історичний факультет. У роки навчання в університеті вивчав етнографію гагаузів та писав курсові роботи під загальною назвою «Етнографічна література про гагаузів» під науковим керівництвом кандидата історичних наук Степана Степановича Куроглу. Також вивчав праці російського етнографа Валентина Мошкова «Гагаузи Бендерського повіту», «Тюрки Балканського півострова», «Збірник тюркських прислівників», «Матеріали з вивчення гагаузького прислівника тюркської мови», «Сціфи», «Етнографічні нариси та матеріали» та фундаментальне двотомне дослідження Мошкова 1910 року під назвою «Нова теорія про походження людини та її виродження, складене за даними зоології, геології, археології, антропології, етнографії, історії та статистики».

## Літературна та громадська діяльність
Основну частину свого життя Степан Булгар присвятив дослідницькій діяльності. Збирав матеріали про гагаузи, їм були написані десятки статей та нарисів, що відображають історію, життя та культуру народу автономії.
Розповіді письменника виходили в різних виданнях Російською мовою, Українською мовою та Турецькою мовою. Твори автора включені до навчальної програми гагаузьких шкіл.
Із сучасних гагаузьких письменників на творчість Степана Булгара вплинули оповідання гагаузького письменника Дмитра Карачобана, з яким він був добре знайомий. Степан приїжджав на батьківщину Карачобана в село Бешалма. В історико-етнографічному музеї, директором якого був Карачобан, вони обговорювали художні твори Булгара. Багато цінних порад та зауважень було отримано молодим письменником під час цих розмов. Першу збірку оповідань Степана Булгара рекомендував до друку Дмитро Карачобан.
У 1980-ті роки в спілці письменників Молдови була створена гагаузька секція, активним членом якої був Степан Булгар.
У 1980 році в республіканській газеті «Радянська Молдавія» була опублікована перша стаття Степана «Співак нового життя».
У період створення Степаном Булгаром у своєму рідному селі Виноградівка історико-етнографічного музею велику допомогу йому надав своїми порадами Дмитро Карачобан. У 1981 році музей було відкрито. У створенні музею велику роль відіграли голови колгоспу ім. XXII з'їзду КПРС.
У 1988 році вийшла перша збірка документальних оповідань Степана Булгара гагаузькою мовою «Жан пазари». 1989 року в збірці «Ілкіаз тюркюсю» було опубліковано повість «Каурма». 1990 року у видавництві «Література артистике» вийшла книга художніх оповідань «Жанавар йортулари». У цій книзі зібрані оповідання, які відображують різні характери гагаузів.
У 1996 році Виконавчий комітет Гагаузії заснував журнал гагаузькою мовою «Сабаа йилдизи» з додатком «Гюнешчик».
У 1999 році Гагаузьким національним театром (нині Гагаузький національний драматичний театр) була поставлена п'єса Степана Булгара «Син падишаха».

## Політична діяльність
Виступав і боровся за національні права гагаузького народу і створення гагаузької автономії. У 1988 році Степан Булгар став засновником Народного руху «Гагауз халки». У травні 1989 року на з'їзді руху письменник був обраний його головою.
У лютому 1989 року Степан Булгар разом із активістами руху «Гагауз халки» Д. Савастіним, Г. Стаматовим, Д. Новаком, В. Топалом, Д. Сіркелі організували мітинг перед будівлею ЦК КП Молдови. Однак за участь у цьому мітингу всі його учасники були заарештовані міліцією. 
У період із 1988 року С. Булгар був провідним на засіданнях «Гагауз халки», а травні 1989 року Степан Булгар був обраний на з'їзді гагаузького народу головою Народного руху «Гагауз халки». У серпні 1989 року Степан Булгар на чолі делегації представників гагаузького народу зустрівся в Москві з головою Верховної Ради СРСР Анатолієм Лук'яновим, де обговорювалися питання, пов'язані зі створенням гагаузької автономії.
У вересні 1989 року в Молдавії було створено комісію Президії Верховної Ради Молдавської РСР щодо вивчення запитів народних депутатів СРСР та інших звернень громадян щодо створення автономії гагаузького народу. Керівником робочої групи з юридичного обґрунтування створення автономії було призначено Степана Булгара. З доповіддю з цього питання він виступив на засіданні комісії у грудні 1989 року в Кишиневі.
На надзвичайному з'їзді повноважних представників гагаузького народу 12 листопада 1989 основну доповідь зробив його голова Степан Булгар. На цьому з'їзді було проголошено створення Гагаузької Автономної Радянської Соціалістичної Республіки у складі Молдавської Радянської Соціалістичної Республіки Молдовської РСР. У період створення автономії у 1988—1990 роках Степан Булгар часто виступав на мітингах у містах та селах. Перебуваючи у травні 1989 року у Москві, він виступав на мітингу в лужниках.
З питань гагаузької автономії Степаном Булгаром були опубліковані інтерв'ю в газетах «Радянська Молдавія», «Прапор», «Ленінський шлях», а також у матеріалах російської преси. У вересні 1989 року в газеті «The New York Times» кореспондент Білл Келлер опублікував статтю про рух «Гагауз халки» і фото Степана Булгара.
Завдяки активній політичній боротьбі Степана Булгара в грудні 1994 року парламент Молдови прийняв закон про створення «Автономно-територіальної освіти Гагаузія (Гагауз Ері)».

## Наукова діяльність
З 2004 року Степан Булгар працював керівником Ради наукових досліджень у галузі історії, культури та освіти при Виконавчому комітеті Гагаузії, начальником відділу історії та етнографії Центру наукових досліджень та навчально-методичної роботи при Головному управлінні освіти АТО Гагаузія.
У 2011—2013 роках — завідувач відділу історії та етнографії Науково-дослідного Центру Гагаузії ім. М. В. Маруневич. З 2013 року виконував обов'язки директора Науково-дослідного Центру Гагаузії ім. М. В. Маруневич .

## Нагороди
10 червня 2018 року Степан Булгар був нагороджений орденом «Гагауз Ері».